# جيمس ويلكوكس
جيمس ويلكوكس (بالإنجليزية: James Wilcox)‏‏ (4 أبريل 1949 في هاموند - ) روائي من الولايات المتحدة.

## الجوائز
- زمالة غوغنهايم